# (29314) Eurydamas
(29314) Eurydamas, désignation internationale (29314) Eurydamas, est un astéroïde troyen jovien.

## Description
(29314) Eurydamas est un astéroïde troyen jovien, camp troyen, c'est-à-dire situé au point de Lagrange L5 du système Soleil-Jupiter. Il présente une orbite caractérisée par un demi-grand axe de 5,281 UA, une excentricité de 0,072 et une inclinaison de 15,2° par rapport à l'écliptique.
Il est nommé en référence au personnage de la mythologie grecque Eurydamas, acteur du conflit légendaire de la guerre de Troie.

## Compléments